# Angelababy
楊穎（1989年2月28日—），艺名Angelababy，生于中華人民共和國上海，香港藝人。14歲以模特兒的身份出道，2014-2023年是綜藝節目《奔跑吧兄弟》固定班底。
Angelababy曾登上2010、2011、2012、2019、2020年度富比士中國名人榜，分列第88名、100名、54名、14名、16名。

## 經歷
1989年2月28日，楊穎生于中国上海，爷爷是德國人，爸爸是中德混血，在上海从事服装生意。母亲是上海人，楊穎的幼年生涯都在上海度过，小学至初中就读于位于徐汇区长乐路上的长乐学校（现上海市位育实验学校），但因为父母工作繁忙，在小学一年级时就要自己放学。幼年的她还在上海的演艺学校学演戏及跳舞，之后在上海读初中两年。受到父亲的影响，她幼年开始对服装充满了兴趣。楊穎还有一个弟弟，名叫杨帆，比她小7岁。
楊穎于13歲時移居香港，中三至中七就讀獻主會聖母院書院，曾就讀嘉諾撒聖心商學書院。她于14岁加入模特圈，与熊黛林是同门师妹。她憶述當時同學把她的照片寄到當時香港熱門的《Yes!》雜誌，獲經理人羅致並簽約。讀書時有當Disneyviviclub節目主持和拍攝一些香港電台電視劇，包括《獅子山下》。
2005年12月，她擔任周杰倫《07-08世界巡迴演唱會香港站》其中一位舞蹈員；2006年5月1日，香港風尚國際與日本愛貝克思聯合宣佈，Angelababy將簽約至Avex為其日本區域的全約經理人。她也是東京Girls Collection的其中一位外籍模特兒。
2012年6月27日，Angelababy所属经纪公司风尚国际有限公司与华谊兄弟达成经纪签约合作，在北京成立Angelababy的个人工作室。2015年5月，成立经纪公司泰洋川禾，同时华谊通过对赌协议捆绑Angelababy。2020年，Angelababy完成浩瀚影视和华谊的对赌协议。同年6月底，跟泰洋川禾结束6年合作。个人工作室独立运营一年后，2021年底，宣布加盟悦凯娱乐。
此外，Angelababy亦是餐廳Baby Cafe（屯門和旺角分鋪）及美甲店股東及老闆之一。2015年6月17日成立创投基金AB Capital，并于当日宣布投资跨境电商企业和轻断食果蔬汁品牌HeyJuice。
TC Candler在2016年中選出Angelababy為「全球100張最美面孔」第81名。同年Angelababy與黃曉明，以夫婦名義共同捐贈了1,658萬元，在2016胡潤慈善榜中在名列前100名。
2018年2月1日，Angelababy在北京的英国驻华大使馆官邸被授予VisitBritain英国旅游局友好大使、英国大使馆文化教育#EnglishisGreat#推广大使称号，并受到来华访问的時任英国首相特蕾莎·梅会见。

## 个人生活
2005年，16歲的Angelababy與20歲的香港藝人陳偉霆因合作香港迪士尼兒童節目《香港迪士尼樂園Viva! Club Disney》而相識，其後交往，2010年初，陳偉霆證實兩人已經分手，結束4年戀情。同年3月，陳偉霆與阿Sa公開戀情，承認已交往三個月。Angelababy在微博稱：「你真的相信他們只有三個月嗎？」暗指陳偉霆劈腿。
2009年，與黃曉明相識。2010年，黃曉明與李菲兒分手，李菲兒多次公開指Angelababy是第三者。2021年1月，Angelababy微博否認曾是黃曉明和李菲兒的第三者，黃曉明回應稱「baby不是小三，一直以來的傳言都純屬子虛烏有」。
2014年2月，黃曉明在Angelababy生日當天駕著兰博基尼現身，並送上所駕駛的跑車做為Angelababy的生日禮物，兩人牽手正式承認交往四年的戀情。同年12月31日，两人在上海举办的东方卫视跨年盛典上秀恩爱，当时黄晓明骑着马现身舞台，并为Angelababy戴上皇冠。
2015年5月27日，黄晓明及Angelababy在山東青島登記結婚。10月8日，黄晓明及Angelababy的婚礼在上海展览中心举行，此次婚礼共有2000人出席，其中出席的明星多达100多人。部分外媒在报道婚礼时称Angelababy为“中国版金·卡戴珊”。在2016年9月黄晓明主演的《王牌對王牌》发布会当天，黄晓明首次确认Angelababy已经怀孕。2016年10月8日，Angelababy发布微博，正式宣布其怀孕。2017年1月，Angelababy在黄曉明及家人的陪同下，於香港港安醫院順利產下一子，兒子綽號“小海綿”。Angelababy為重新調養身體並照顧兒子而缺席《奔跑吧》首7期的錄製。
Angelababy與黄曉明結後，多次傳出婚變，2017年更被號稱「中國第一狗仔隊」的卓偉傳出Angelababy與藝人陳赫發生婚外情，当时双方联合声明否认。2021年3月，她於IG分享了兩幅畫作，其中一幅畫中女孩問：「Are you cheating on me（你出軌了嗎）？」男孩回答：「No. I’m not（不，我沒有）！」畫中配文：「The truth is not important（真相並不重要）」，引起網民熱議，認為內容暗示黃曉明出軌。Angelababy隨後回覆說：「只是覺得畫好看分享的，大家不用過度解讀。」並刪除畫作。2022年1月28日，Angelababy和黄晓明宣布离婚，未來將共同撫養孩子。

## 爭議事件

### 混血争议
Angelababy自稱其父是中德混血，因此她擁有4分之1德國血統。

### 整容争议
Angelababy出道後，不少網民以她出道前的照片作比較，指她樣貌前後相差太遠。
2012年3月，中国大连瑞丽医学整形美容医院在其官网中发布标题为《Angelababy整形失败 网友称下巴极不自然》的文章，并盗用Angelababy本人的照片。2015年5月20日，Angelababy将瑞丽公司诉至法院，认为该公司侵犯名誉权和肖像权，要求公开道歉并赔偿损失。一审法院判决Angelababy胜诉，瑞丽公司上诉。2015年10月，Angelababy根据北京市朝阳区人民法院主审法官及代理律师的建议，在媒體與公證員的見證下，赴医疗机构进行面部鉴定。經過鑑定，醫師做出Angelababy未做過手術的結論。

### 和文詠珊反目
Angelababy同文詠珊以孖妹形象同期出道，同屬一間經紀公司，还共同创立潮牌「CHOICE」、拍摄广告，曾經情同姊妹。2008年二人關係急轉直下，據傳Angelababy眼見文詠珊被公司雪藏不但沒有幫手，更趁機踩住對方上位，成為兩人感情破裂的導火線。文詠珊見其不再念姊妹情，就向傳媒爆料Angelababy試鏡《劍蝶》失敗，更爆料對方私下煙癮大，導致識於微時的二人反目成仇。之後，Angelababy轉戰內地，兩人自此疏遠，雙方婚禮都沒有互相邀請。文詠珊在2016年的採訪中稱：「本来我们是很好的朋友，但很多不实报道在我们之间累积了隔阂，特别复杂的时候就可能很难走回头。」

### 演技争议
Angelababy自從影以來，演技均受到不少爭議。2011年，Angelababy參演了電影《建黨偉業》，對手為劉德華，Angelababy哭戲時哭不出來，導演先讓她滴眼藥水，後又請劉德華親自為其塗抹催淚棒，Angelababy才流下了「淚水」。
此外，Angelababy的片酬頗高，如2018年以2.2億片酬接拍《創業時代》，網民不滿其「演技差卻有高片酬」的待遇。《創業時代》播映後收視和口碑皆不理想，豆瓣評分3.7分，Angelababy被指更拖垮整部劇。在古裝劇《大漢情緣之雲中歌》和《孤芳不自賞》中，Angelababy演技同樣被吐槽，兩者在豆瓣中分別只獲3.2分和3分，1星評分高達60%以上。2016年，Angelababy憑藉電影《尋龍訣》榮獲百花奖最佳女配角，引來了不少爭議，部分網友認為Angelababy在劇中毫無表情，不配奪得這項殊榮，亦有部分網友認為Angelababy會獲獎只是因為其粉絲比別人多而已，沒有演技可言。

### 提前上傳照片侵犯商業機密
2012年3月，Angelababy在松下電器Lumix系列GF5型號相機正式推出市面前將產品相片上傳至Instagram，使產品的外形曝光。事後松下電器中國上海分公司認為其舉動侵犯了公司商業機密，影響到銷售策略與計劃。於是松下電器要求與廣告公司麥肯公司解除合約，並發還已付的900多萬元人民幣和賠償100萬損失。此外更要額外賠款275萬餘元。

### 保育穿山甲广告相关争议
2018年12月，Angelababy在个人微博上发布穿山甲保育廣告，承諾不用穿山甲製成的藥材來「通乳」，随即引发争议。不过有實驗指出，穿山甲的鱗片並不具有任何療效。

### 藝名违规
Angelababy自出道以來較常使用英文藝名，而在中國大陸活動時也往往是中英藝名共用。但在2022年9月1日，编剧汪海林在新浪微博表示，因應國家廣播電視總局的要求，明星艺人叫外文名或近似外文名的艺名都将不被允许，所以Angelababy今後在中國大陸必須只能以本名楊穎進行活動，而同樣情況的辣目洋子也需要改回本名李嘉琦。在此條微博發出以後，Angelababy的代言品牌和雜誌訪問都開始減少使用Angelababy這個藝名，並以本名楊穎取而代之。

### 疯马秀争议
2023年10月，因Angelababy被传到场观看Lisa的疯马秀演出，在中国大陆网络引发争议。有网民认为其观赏疯马秀的行为违反《演出行业演艺人员从业自律管理办法》中有关“不得参与涉及淫秽、色情的活动”的条例，要求官方将其封杀。10月4日，瘋馬秀在官方IG表示Angelababy從未到場觀看。2023年11月1日，Angelababy在新浪微博、百家号等平台的账号因相关争议影响被禁言，而抖音账号则因违反相关法律法规无法关注（后亦被禁言）。此後她遭到央視微博刪除以往晚會表演片段、缺席錄製節目《聽說很好吃》，並退出主持10年的節目「奔跑吧！兄弟」。2024年1月30日，Angelababy的微博、抖音等平台账号相继解除禁言。2024年6月，《奔跑吧》衍生節目的「回顧片段」播出時將Angelababy「打碼」處理。

## 影視作品

### 電影
| 上映年份 | 电影名                   | 角色         |                  |
| -------- | ------------------------ | ------------ | ---------------- |
| 2007年   | 破事兒                   | 德雅         |                  |
| 2009年   | 矮仔多情                 | Angel        |                  |
| 2010年   | 全城熱戀                 | 小琪         |                  |
| 2010年   | 花田囍事2010             | 遺珠公主     |                  |
| 2011年   | 全球熱戀                 | 小妹黄牡丹   |                  |
| 2011年   | 夏日乐悠悠               | 夏米         |                  |
| 2011年   | 最強囍事                 | Better       |                  |
| 2011年   | 建黨偉業                 | 小鳳仙       |                  |
| 2012年   | 痞子英雄首部曲：全面開戰 | 范寧         |                  |
| 2012年   | 桃姐                     | Angelababy   | 客串             |
| 2012年   | 第一次                   | 宋詩喬       |                  |
| 2012年   | 太極1從零開始            | 陳玉娘       |                  |
| 2012年   | 太極2英雄崛起            | 陳玉娘       |                  |
| 2013年   | 在一起                   | 李勝男       |                  |
| 2013年   | 一場風花雪月的事         | 呂月月       |                  |
| 2013年   | 狄仁傑之神都龍王         | 銀睿姬       |                  |
| 2014年   | 失戀急讓                 | 呂婉娉(阿黑) |                  |
| 2014年   | 黃飛鴻之英雄有夢         | 心蘭(陸小花) |                  |
| 2014年   | 微愛之漸入佳境           | 陈西         |                  |
| 2015年   | 新娘大作戰               | 何靜         |                  |
| 2015年   | 奔跑吧！兄弟             | Angelababy   |                  |
| 2015年   | 何以笙簫默               | 何以玫       |                  |
| 2015年   | 刺客任務：殺手47         | 黛安娜       |                  |
| 2015年   | 尋龍訣                   | 丁思甜       | 百花奖最佳女配角 |
| 2016年   | 謀殺似水年華             | 田小麥       |                  |
| 2016年   | 天煞地球反擊戰：復甦紀元 | Rain Lao     |                  |
| 2016年   | 封神傳奇                 | 蓝蝶         | [ 60 ]           |
| 2016年   | 擺渡人                   | 小玉         |                  |
| 2016年   | 微微一笑很傾城           | 貝微微       |                  |
| 2019年   | 中國機長                 | 空姐         |                  |
| 2020年   | 明天你是否依然愛我       | 趙希曼       |                  |

### 電視劇
| 首播年份 | 剧名             | 角色             | 备注           |
| -------- | ---------------- | ---------------- | -------------- |
| 2004年   | 天下無敌         |                  |                |
| 2006年   | 獅子山下         | 学生小慧（港漂） | 單元《菊帶霜》 |
| 2015年   | 大漢情緣之雲中歌 | 雲歌             |                |
| 2017年   | 孤芳不自賞       | 白娉婷           |                |
| 2018年   | 創業時代         | 那蓝             |                |
| 2019年   | 我的真朋友       | 程真真           |                |
| 2020年   | 摩天大樓         | 鍾美宝           | 網絡劇         |
| 2021年   | 理想照耀中国     | 童英             | 單元《八妹》   |
| 2022年   | 风起陇西         | 柳瑩             |                |
| 2022年   | 愛情應該有的樣子 | 尹亦可           | [ 61 ]         |
| 2023年   | 暮色心約         | 劉瑕             |                |
| 2023年   | 尘缘             | 張殷殷           | 網絡劇         |
| 2025年   | 相思令           | 君绮罗/君非凡    | 網絡劇         |
| 2025年   | 漫影寻踪         | 露娜             | 網絡劇         |
| 未播     | 渴望生活         | 林俪             | 2018年拍攝     |

### 綜藝節目
| 首播年份                    | 播出頻道 | 節目名                              | 备注                                 |
| --------------------------- | -------- | ----------------------------------- | ------------------------------------ |
| 2004年                      |          | 《香港迪士尼樂園Viva! Club Disney》 | 節目主持                             |
| 2008年12月                  |          | 《我是．模特兒》                    | 節目主持，夥拍名模周汶錡             |
| 2014年－2016年              | 浙江卫视 | 《奔跑吧兄弟》                      | 固定主持（第一季至第四季）           |
| 2017年－                    | 浙江衛視 | 《奔跑吧》                          | 固定主持 （第一季第8期起至第十一季） |
| 2018年                      | 騰訊視頻 | 《王者出擊》                        | 明星隊長                             |
| 2018年3月29日-              | 愛奇藝   | 《機器人爭霸》                      | 明星團長                             |
| 2019年12月6日－2020年3月6日 | 愛奇藝   | 《潮流合伙人》                      | 固定成員                             |
| 2020年4月18日－7月4日       | 湖南衛視 | 《巧手神探》                        | 固定主持                             |
| 2020年10月17日－12月29日    | 愛奇藝   | 《跨次元新星》                      | 擴列師                               |
| 2020年12月4日－2021年1月8日 | 浙江卫视 | 《奔跑吧．黃河篇第一季》            | 固定主持                             |
| 2021年6月－2021年8月        | 騰訊視頻 | 《心动的信号 (第四季)》             | 心動偵探                             |
| 2021年10月22日－11月26日    | 浙江卫视 | 《奔跑吧．黃河篇第二季》            | 固定主持                             |
| 2022年5月27日－             | 爱奇艺   | 《萌探探探案2》                     | 固定成员                             |
| 2022年8月－2022年10月       | 騰訊視頻 | 《心动的信号 (第五季)》             | 心動偵探                             |
| 2022年11月4日－12月30日     | 浙江卫视 | 《奔跑吧．共同富裕篇》              | 固定主持                             |
| 2023年4月14日－7月21號      | 浙江卫视 | 《奔跑吧第七季》                    | 固定主持                             |
| 2023年7月15日-              | 騰訊視頻 | 《戰至巔峰第二季》                  | 固定成員                             |

### 配音
- 2009年：《鼠膽妙算》
- 2011年：《魔髮奇緣》－樂佩公主

## 音樂

### MV演出
- 陳偉霆：《千萬少年》
- レミオロメン：《恋の予感から》
- レミオロメン：《花鳥風月》
- 林俊傑：《可惜沒如果》

### 歌曲
- 2010年：《Beauty Survivor》
- 2011年：《Love Never Stops》
- 2011年：《Everyday's a Beautiful Story》
- 2011年：《TRIPOD BABY》〔收錄於m-flo TRIBUTE〕
- 2011年：《海底之心》（與林俊傑合唱）
- 2011年：《Say Goodbye》
- 2012年：《都要微笑好嗎》
- 2015年：《綠羅裙》
- 2019年：《雪花赋》（与杨宗纬合唱）
- 2019年：《飛》
- 2019年：《鳳凰花開的路口》(與胡夏、王彥霖合唱)
- 2022年：《Come to me》電視劇《愛情應該有的樣子》片尾曲（與汪蘇瀧合唱）

## 寫真集
- 2008年：LOVE Angelababy 寫真集（攝影師：CK,Mikocokiki（郭碧琪））
- 2009年：電子寫真《LOVE Angelababy Album》
- 2009年：《Miss Angelababy》
- 2010年：《Paradise》
- 2010年：《Angelababy Fashion Mook 時尚特刊》

## 设计產品
- 2010年：Angelababy Boxset-聖誕卡-
- 2015年：美图手机M4（主要设计人之一，兼产品顾问）[62]

## 獎項

### 大型頒獎禮獎項
| 年份   | 頒獎典禮                           | 獎項                               | 影片                 |
| ------ | ---------------------------------- | ---------------------------------- | -------------------- |
| 2012年 | 中國時尚權力榜                     | 年度引領社會風尚公眾人物大獎       |                      |
| 2012年 | 第14屆Mnet Asian Music Awards      | 年度最佳紅毯造型獎                 |                      |
| 2013年 | 新浪微博之夜                       | 微博年度風尚人物獎                 |                      |
| 2013年 | 第9屆華鼎獎                        | 中國最受媒體歡迎女演員獎           |                      |
| 2013年 | 娛樂樂翻天                         | 十大娛樂風格人物獎                 |                      |
| 2013年 | 第24屆香港專業電影攝影師學會       | 專業電影攝影師眼中最具魅力女演員獎 |                      |
| 2013年 | 第13屆華語電影傳媒大獎             | 觀眾票選最受矚目女演員獎           | 《第一次》           |
| 2014年 | 愛奇藝之夜年度盛典                 | 亚洲全能偶像大獎                   |                      |
| 2014年 | 新浪微博之夜                       | 微博年度吸引力獎                   |                      |
| 2014年 | 第21屆北京大學生電影節             | 最受歡迎女演員獎                   | 《狄仁杰之神都龙王》 |
| 2015年 | 新浪微博之夜                       | 微博年度女神獎、年度微博Queen      |                      |
| 2015年 | 愛奇藝之夜年度盛典                 | 年度飞跃大奖                       |                      |
| 2016年 | 新浪微博之夜                       | 年度卓越公益人物獎                 |                      |
| 2016年 | 第33屆大眾電影百花獎               | 最佳女配角獎                       | 《尋龍訣》           |
| 2023年 | 2023 BAZAAR ICONS 时尚芭莎年度派对 | 年度突破 ICON                      |                      |